# Стрелова, Ольга Ивановна
Ольга Ивановна Стрелова (21 июня 1910, Петропавловск — 7 мая 1995, Челябинск) — советская и российская шахматистка, арбитр всесоюзной категории по шахматам, победительница чемпионата РСФСР по шахматам среди женщин (1947). Педагог, заслуженный учитель школы РСФСР (1960).

## Биография
Родилась 21 июня (4 июля) 1910 года в городе Петропавловске в семье купца Ивана Алексеевича Стрелова.
В 1925-28 училась в Петропавловском педагогическом техникуме (переименованном в педучилище). В 1928 году по окончании Петропавловского педагогического училища работала учительницей в школе и начала серьёзно заниматься шахматами. В 1933 году заняла 1-е место в полуфинале чемпионата РСФСР по шахматам среди женщин. В 1934 году заняла 4-е место в финале чемпионата РСФСР по шахматам среди женщин и 3—4-е место в полуфинале чемпионата СССР по шахматам среди женщин.
В 1936 году переехала в Челябинск. Работала учителем математики в средней школе № 17 города Челябинска, где организовала шахматный кружок и проводила шахматные турниры. В 1937—1940 годах участвовала и побеждала в городских и областных турнирах по шахматам среди женщин. Участвовала в финале чемпионата СССР по шахматам среди женщин в 1934/1935 году и заняла 9-е место.
В 1941 году окончила физико-математический факультет Челябинского государственного педагогического института (ныне Южно-Уральский государственный гуманитарно-педагогический университет). В 1942 году была назначена директором средней школы № 17 города Челябинска. В 1947 году стала чемпионкой РСФСР по шахматам среди женщин, победив в дополнительной встрече Н. Ивашину (Куйбышев). Кроме шахмат увлекалась и другими видами спорта, была лучшей теннисисткой Челябинска. В 1948 году была занесена в Книгу почета Челябинского комитета по делам физической культуры и спорта за спортивные достижения и активное участие в физическом воспитании школьников. В 1945, 1946, 1949 годах участвовала в полуфиналах первенства СССР по шахматам среди женщин.
С 1953 года заведовала городским отделом народного образования Челябинска, распространяла опыт воспитания шахматами в школах города: от организации шахматных кружков до регулярных шахматных уроков. В это время в Челябинске остро встаёт вопрос о новом здании для Дома пионеров. Дом пионеров размещался тогда в помещении картиной галереи, занимая лишь несколько комнат. Было тесно, но педагогический коллектив делал все для того, чтобы детям было интересно. Благодаря заведующей ГОРОНО Стреловой Ольге Ивановне в сентябре 1956 года строители вручили детям ключ от Дворца на Алом поле.
Приказом Министерства просвещения от 20.08.1956 г. Дом пионеров был переименован во Дворец пионеров и школьников. В начале 50-х была депутатом горсовета (городского совета). Считала шахматы не самоцелью, а важным средством воспитания.
Делегат Всероссийского съезда учителей (1960). В 1967 году стала президентом и бессменным руководителем областного шахматного клуба «Белая ладья».
За заслуги награждена орденом «Знак Почета» (1960), медалями «Ветеран труда», «За доблестный труд в Великой Отечественной войне 1941—1945 гг.».